# Державний кордон Руанди

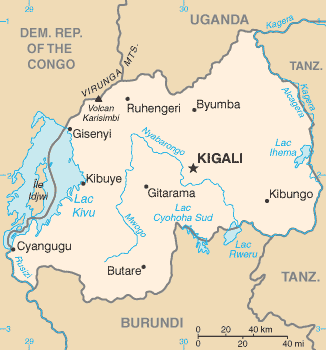
Карта Руанди

Державний кордон Руанди — державний кордон, лінія на поверхні Землі та вертикальна поверхня, що проходить по цій лінії, що визначають межі державного суверенітету Руанди над власними територією, водами, природними ресурсами в них і повітряним простором над ними.

## Сухопутний кордон
Загальна довжина кордону — 930 км. Руанда межує з 4 державами. Уся територія країни суцільна, тобто анклавів чи ексклавів не існує. 
Ділянки державного кордону
| Держава          | Ділянка | Довжина (км) | Прикордонні регіони | Примітки |
| ---------------- | ------- | ------------ | ------------------- | -------- |
| Бурунді          | південь | 315          |                     |          |
| Республіка Конго | захід   | 221          |                     |          |
| Танзанія         | схід    | 222          |                     |          |
| Уганда           | північ  | 172          |                     |          |

Руанда не має виходу до вод Світового океану. На заході кордон із ДР Конго частково проходить акваторією озера Ківу.